# Nersac
Nersac is een gemeente in het Franse departement Charente (regio Nouvelle-Aquitaine). De plaats maakt deel uit van het arrondissement Angoulême. Nersac telde op 1 januari 2022 2.258 inwoners.

## Geografie
De oppervlakte van Nersac bedroeg op 1 januari 2022 9,24 vierkante kilometer; de bevolkingsdichtheid was toen 244,4 inwoners per km².
De onderstaande kaart toont de ligging van Nersac met de belangrijkste infrastructuur en aangrenzende gemeenten.

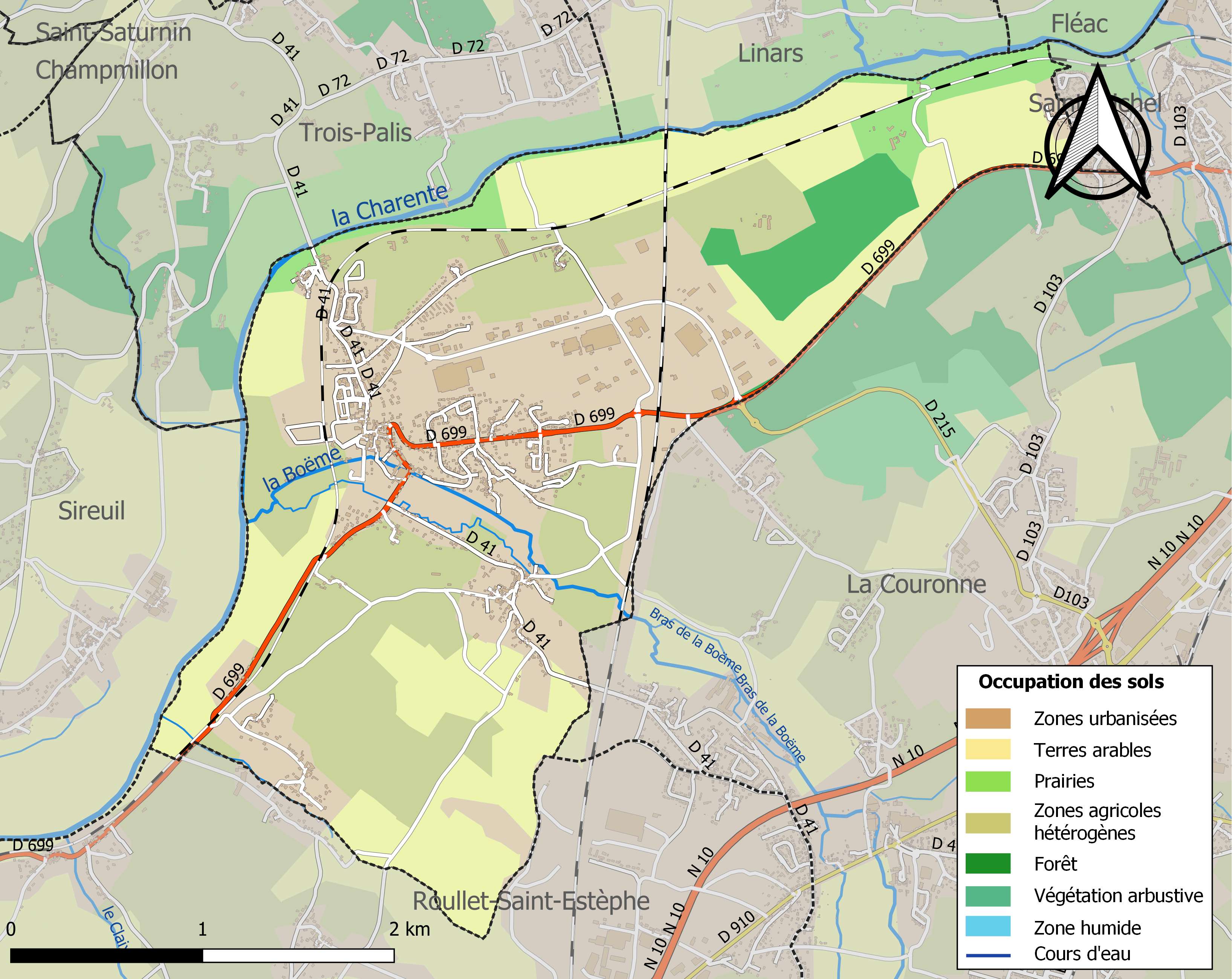

## Demografie
Onderstaande figuur toont het verloop van het inwonertal (bron: INSEE-tellingen).